# Magdalenenkapelle (Bad Wimpfen)
Die Magdalenenkapelle in Bad Wimpfen im Landkreis Heilbronn in Baden-Württemberg war eine ab dem Mittelalter bestehende Kapelle, die um 1820 im Zuge des Aufbaus der Saline Ludwigshall abging.

## Lage
Die Kapelle befand sich etwas zurückgesetzt von der Straße von Wimpfen im Tal nach Wimpfen am Berg ein gutes Stück vor dem Austritt des Merschbachtals auf einem kleinen Vorhügel des Altenbergs.

## Geschichte
Die Kapelle wurde 1280 vom Heiliggeistspital Wimpfen errichtet, möglicherweise an der Stelle eines älteren Bauwerks. Zunächst war die Kapelle mit einer reichen Kaplanei-Pfründe ausgestattet, später diente sie noch für die Gottesdienste der Heiliggeist-Brüder und kam dann im späten Mittelalter an das Chorherrenstift Wimpfen, das in der Kapelle aussätzige Spitalbrüder einquartierte. Nach der Trennung von geistlichem und weltlichem Spital 1471 versahen die Spitalbrüder weiterhin Gottesdienst in der Kapelle. Nach Durchführung der Reformation blieb die Kapelle katholisch.
Einigen überlieferten Ansichten und Grundrissen gemäß war die Kapelle ein viereckiger von einem Dachreiter gekrönter Bau mit einem kleinen, etwas eingezogenen Drei-Konchen-Chor. Unterhalb des Kapellenhügels erstreckte sich der so genannte Magdalenenrain.
Im Lauf der Jahrhunderte geriet die Kapelle in Verfall. Vor allem während der napoleonischen Kriege scheint sie gelitten zu haben. Nach 1800 diente sie zuletzt als Scheune. Gleichwohl erhielt der katholische Mesner Schaub noch 1814 eine jährliche Zahlung für die Mesnerei im geistlichen Hospital und der zugehörigen Magdalenenkapelle. Ob damals tatsächlich noch Gottesdienste abgehalten wurden, ist fraglich. Die Zahl der Katholiken in Wimpfen war zu jener Zeit sehr klein und im Zuge der Neugestaltung des deutschen Südwestens und der Aufhebung der Klöster sprach man ihnen 1818 die Dominikanerkirche zu, so dass kein weiterer katholischer Kirchenbau mehr benötigt wurde.
Nachdem ab 1818 im Morschbachtal erfolgreich nach Sole gebohrt worden war, wurde 1819 rasch die Saline Ludwigshall mit zahlreichen Gebäuden am Ausgang des Morschbachtals errichtet. Die Kapelle wurde größtenteils abgerissen, auf ihren Grundmauern entstand das Salinen-Wohnhaus Nr. 16, das 1924 von den Familien Friederich und Kühnle bewohnt war.